# Saragossa Terra
Saragossa Terra este numele dat părții de sud a jumătății foarte reflectorizante a satelitului Iapetus al lui Saturn. Se mărginește la nord cu Roncevaux Terra, iar pe ambele părți la est și vest cu Cassini Regio.
Cel mai mare crater numit din Saragossa Terra este Engelier, cu un diametru de 504 km. Acesta ascunde parțial craterul Gerin, ceva mai mic. Ambele cratere sunt numite după paladinii menționați în Cântecul lui Roland.